# Anne Clancier
Pour les articles homonymes, voir Clancier.
Anne Clancier est une psychanalyste et femme de lettres française née à Limoges le 23 novembre 1913 et morte à Paris 16e le 18 décembre 2014,,.
Ses travaux portent principalement sur la psychanalyse appliquée à l'art et à la littérature.

## Biographie
Née Marie Anne Yvonne Gravelat, Anne Clancier est médecin, psychiatre, psychanalyste membre de la Société psychanalytique de Paris depuis 1996.
Ex-interne des Hospices de Limoges, externe des Hôpitaux de Paris, elle soutient sa thèse Quelques manifestations de la mentalité primitive en Limousin en 1940 devant un jury présidé par le professeur Laignel-Lavastine. D'orientation sociologique, citant notamment Durkheim et Lucien Lévy-Bruhl, son étude est alimentée par de très nombreux exemples de pratiques limousines et conclut à la persistance « des caractères de l'esprit primitif, quoique affaiblis et refoulés, chez tous les hommes » .
Elle étudie au conservatoire d'art dramatique de Limoges.
Elle travaille sous l'autorité de Joseph de Léobardy à l'hôpital de Limoges, où elle exerce en tant que médecin généraliste avant de devenir inspecteur départemental de la Santé en 1940. En 1939, le 11 mars elle épouse le poète et romancier Georges-Emmanuel Clancier, lui aussi originaire de Limoges, dont sont issus ses deux enfants, Juliette et Sylvestre. Ils déménagent à Paris, mais reviennent à la guerre dans le Limousin.
Anne Clancier s'est spécialisée en psychiatrie et a travaillé comme médecin assistant dans les établissements psychiatriques d'Ainay-le-Château (Allier) puis Chezal-Benoît, près d'Issoudun (1948). Elle rejoint en 1950 le CMPP de l'Institut Claparède de Neuilly-sur-Seine.
Au cours de cette activité, elle a commencé sa formation psychanalytique à la Société Psychanalytique de Paris (SPP). Elle en était membre depuis 1966.
Anne Clancier s'est particulièrement intéressée à la relation entre psychanalyse et littérature, qui a également fait l'objet de son enseignement à l'Université de Nanterre et à de nombreuses publications. Sur la base de la méthode développée par Charles Mauron de la psychocritique, critique littéraire psychanalytique, elle a mis au jour les fantasmes inconscients des auteurs et leurs mythes personnels. Dans ce contexte, par analogie avec le contre-transfert, elle a inventé le terme contre-texte pour désigner les réactions du lecteur à l'inconscient de l'auteur.
Précurseure de la psychocritique, elle s'intéresse particulièrement à la critique littéraire dans une orientation psychanalytique, et particulièrement aux recherches menées par le groupe Littérature personnelle et psychanalyse, fondé par Jean-François Chiantaretto, auquel participent également Anne Roche, Eliane Allouch, Janine Altounian. Elle codirige dans cette perspective l'ouvrage Autobiographie, journal intime et psychanalyse, qui fait suite à un colloque organisé à Cerisy-la-Salle. En 1986, elle participe au numéro de la Revue Europe sur Jean Tardieu et, 1991, au Cahiers de L'Herne sur le même auteur avec une contribution intitulée Jean Tardieu et la psychanalyse.

## Œuvres

### Ouvrages
- Documents écrits, dirigés ou traduits, Bibliothèque Sigmund Freud, Société Psychanalytique de Paris
- Parents sans défauts, Hachette, 1971
- Psychanalyse et critique littéraire, Privat, 1973
- Raymond Queneau et la psychanalyse, Ed du Limon, 1994
- Avec Jeannine Kalmanovitch, Le paradoxe de Winnicott, In Press, 1999
- Avec Noël Arnaud, C'est tout ce que j'ai à dire pour l'instant : entretiens avec Anne Clancier, 2004.
- Guillaume Apollinaire, les incertitudes de l'identité, L'Harmattan, 2006 (recension dans le Bulletin de psychologie, no484, 2006/4)
- La Traversée, L'Harmattan, 2009

### Direction d'ouvrages
- (Codirection) Autobiographie, journal intime et psychanalyse, avec Jean-François Chiantaretto et Anne Roche, Paris, Anthropos/Economica, 2005.
- (Codirection) L'art et la psychanalyse, avec André Berge, Paul Ricœur, L. H. Rubinstein, Paris, Hermann, 2012.
- (Codirection) Psychanalyse des arts de l’image, avec Henriette Bessis, Paris, Hermann, 2012.